# Ana Đokić
Ana Đokić (* 9. Februar 1979 in Aranđelovac, Jugoslawien) ist eine ehemalige montenegrinische Handballspielerin.

## Karriere
Đokić begann das Handballspielen bei ŽRK Knjaz Miloš und schloss sich später ŽORK Napredak Kruševac an. Zwischen 2002 und 2008 ging die Kreisläuferin für den ungarischen Spitzenverein Győri ETO KC auf Torejagd. Mit Győri gewann sie 2005, 2006 und 2008 die ungarische Meisterschaft sowie 2005, 2006, 2007 und 2008 den ungarischen Pokal.  In der Saison 2008/09 spielte Đokić für den kroatischen Verein ŽRK Podravka Koprivnica, mit dem sie die Meisterschaft und den Pokalsieg feiern konnte. Die darauffolgenden drei Spielzeiten spielte die Rechtshänderin beim montenegrinischen Erstligisten ŽRK Budućnost Podgorica, mit dem sie 2010 den Europapokal der Pokalsieger und 2012 die EHF Champions League gewann sowie jeweils drei Mal die Meisterschaft und den Pokal. Im Sommer 2012 wechselte sie zum russischen Erstligisten GK Rostow am Don. Nachdem Đokić mit Rostow 2013 den russischen Pokal gewonnen hatte, wurde ihr Karriereende verkündet. Nachdem Đokić ein Angebot vom mazedonischen Verein ŽRK Vardar SCBT erhalten hatte, entschloss sie sich ihre Karriere fortzusetzen. Mit ŽRK Vardar SCBT gewann sie 2014 die Meisterschaft sowie den mazedonischen Pokal. Anschließend beendete sie endgültig ihre Karriere.
Đokić gehörte dem Kader der montenegrinischen Nationalmannschaft an. Mit Montenegro nahm sie an der Weltmeisterschaft 2011 teil. Im Sommer 2012 nahm Đokić mit Montenegro an den Olympischen Spielen in London teil, wo sie die Silbermedaille gewann. Im selben Jahr gewann sie mit Montenegro die Europameisterschaft.